# Joan Daniel Cordero Quintana
Joan Daniel Cordero Quintana (Godella, 31 de gener de 1952) és un exfutbolista valencià, que jugava com a líbero i defensa central al València Club de Futbol en la dècada de 1970.
Debutà amb el primer equip en la temporada 1974-75, on jugà onze partits, deu dels quals com a titular. Jugador contundent en defensa, va rendir bé en les quatre temporades en què va ser titular amb l'equip, tot i que no arribà a explotar. Després d'una lesió en el genoll, va estar vora un any sense jugar, i ho feu després pel Real Burgos, que acabaria abandonant per impagaments.
De caràcter progressista, va ser un dels fundadors del sindicat de futbolistes i ha estat regidor a Godella en les llistes del Bloc Nacionalista Valencià.

## Títols
- 1 Copa del Rei - València CF - 1979
- 1 Recopa d'Europa - València CF - 1980